# هاوريت
هاوريت هو معدن من معادن الكبريتيدات، وهو كبريتيد لفلز المنغنيز وصيغته في الوحدة البلورية على الشكل MnS2. يوجد في الطبيعة على شكل بلورات بنية محمرة وهي ذات نظام بلوري مكعب.
اكتشف المعدن سنة 1846 في زمن الإمبراطورية النمساوية المجرية في موقع يوجد حالياً في سلوفاكيا، وتنسب التسمية إلى الجيولوجي النمساوي فرانز ريتر فون هاور Franz Ritter von Hauer الذي عاش في الفترة ما بين (1822–1899).